# 扎克·特斯特
扎克·特斯特（英語：Zack Test；1989年10月13日—）是一位退役美國男子橄欖球運動員。他是美國國家橄欖球隊的一員，代表美國參加了2015年世界盃橄欖球賽，以及2016年里約奧運。